# Holofrase
Una holofrase (del griego holos 'todo'; frase) es una palabra que implica el significado de todo un enunciado. El término aparece en dos contextos diferentes: la adquisición del lenguaje para referirse a los primeros enunciados de los niños, o al tipo de predicación holofrástica compleja típica de algunas lenguas polisintéticas.

## Lenguaje infantil
Las holofrases son amalgamas, unión de varias palabras adultas en un solo signo con valor comunicativo oracional, es decir, tienen el valor de una frase completa. Por ejemplo, "magua" puede equivaler a "mamá, dame agua". Estas son las primeras unidades lingüísticas que aparecen a partir de los 12 meses en la adquisición morfosintáctica. Los signos se aprenden memorísticamente, a modo de etiquetas, y se utilizan en contextos específicos, siempre similares.
Uno de los argumentos más aducidos en defensa de la holofrase es la capacidad que tiene el niño en esta etapa de compresión de oraciones sencillas. En estas emisiones prevalecen determinantes sintácticos, ya que reflejan frases completas de la estructura profunda y equivalen a oraciones. Los niños poseerían ya un conocimiento gramatical básico y un conocimiento de la estructura sintáctica de las oraciones. Todo ello supone que existe una continuidad entre esta etapa y el resto de la adquisición morfosintáctica (McNeill:1970).
Desde la postura contraria, se aboga por una discontinuidad y por la no equivalencia de estas emisiones con oraciones completas. Bloom indica la necesidad de tener en cuenta el contexto situacional en la interpretación de las emisiones holofrásticas. Slobin (1971) señala que no se podría hablar de gramática infantil hasta que no aparecen las combinaciones de palabras. Asimismo, para Piaget (1952), las palabras aisladas son etiquetas no susceptibles de diferenciación lingüística.
Otros autores como Greenfield (1968) o Smith (1970) se inclinan por una continuidad, pero no de base sintáctica, sino semántica y conceptual. Las emisiones del niño derivan de una base semántica subyacente y responden a conceptos semánticos tales como agente, objeto, acción, etc. El niño aprendería la lengua aprendiendo reglas que relacionan intenciones semánticas con relaciones de superficie. Efectivamente, un enfoque en términos de funciones semánticas resulta más plausible si consideramos la enorme dificultad de analizar sintácticamente las emisiones de una palabra. 
Crystal et al (1978) rechazan, por un lado, el término holofrase porque asume sin discusión que las emisiones de una palabra son oraciones, y rechaza también esta perspectiva semántico-cognitiva y la caracterización del Estadio I sobre la base de significados, funciones, o intenciones. Esto no está reñido con la continuidad, en favor de la que se aduce:
- Que la etapa de una palabra no es monolítica, sino que se observa en ella una gran progresión lingüística.

- Que no es fácil deslindarla de la que le sigue ya que a menudo en ella aparecen combinaciones de palabras y, a la inversa, en la etapa de dos palabras a veces se emiten palabras aisladas.

- Que una holofrase puede ir acompañada de una entonación que le dé un carácter secuencial.

- Que el tránsito de las emisiones de una palabra a las emisiones de dos palabras supone una extensión de las holofrases y no una sustitución de las mismas.

## Lenguas polisintéticas
Algunas lenguas con un grado extremo de aglutinación poseen palabras fonológicas que incorporan información sobre todos los participantes en una acción verbal al punto que dicha palabra puede designar por completo todo un estado de hechos. Este tipo de característica gramatical se presenta con mucha frecuencia entre las lenguas indígenas americanas de carácter más aglutinante. De hecho el famoso políglota William James Sidis afirmó que todas las lenguas americanas comparten una "estructura holofrástica". Aunque esta afirmación no parece sostenible ya que no parece ser una característica de todas las lenguas americanas, especialmente en el caso de lenguas analíticas como las de la familia ye, por ejemplo.